# Red Dog: Superior Firepower
Red Dog: Superior Firepower — шутер, разработанный компанией Argonaut Games и выпущенный в 2000 году для Sega Dreamcast.

## Игровой процесс
В однопользовательской игре доступны шесть однопользовательских миссий и семь испытаний. Многопользовательская игра представлена многочисленными режимами игры и картами. Игрок управляет бронированным вездеходом Red Dog и сражается с инопланетной расой Хаак, вторгшейся на Землю.

## Критика
| Сводный рейтинг    | Сводный рейтинг |
| Агрегатор          | Оценка          |
| ------------------ | --------------- |
| GameRankings       | 75,97 %         |
| Metacritic         | 73/100          |
| Иноязычные издания |                 |
| Издание            | Оценка          |
| AllGame            | [ 4 ]           |
| EGM                | 7,67/10         |
| GameFan            | 89 %            |
| Game Informer      | 7,75/10         |
| GamePro            | [ 8 ]           |
| GameSpot           | 6,3/10          |
| IGN                | 8,2/10          |
| Next Generation    | [ 11 ]          |

Игра получила в целом положительные отзывы критиков, средний балл на Metacritic составляет 73 из 100.